# Beatriz Susana Cougnet de Roederer
Beatriz Susana Cougnet de Roederer (Lausanne, Suiza, 16 de septiembre de 1930 - Colorado, Estados Unidos, 12 de septiembre de 2022) fue una pionera de la física argentina, especializada en el campo de la radiación cósmica y la física de altas energías.

## Reseña biográfica
Beatriz Cougnet estudió física y matemáticas en la Universidad de Buenos Aires y obtuvo su maestría el 18 de diciembre de 1952. Hizo importantes contribuciones a la ciencia argentina. Se la considera una pionera en su campo de investigación, junto a los doctores Juana M. Cardoso, Adulio Cichini, Horacio Ghielmetti, Emma V. Pérez Ferreira, Juan G. Roederer y Pedro Waloschek. Fue directora de tesis de un estudiante de doctorado de la UBA local sobre reacciones nucleares registradas en el acelerador Bevatron en Berkeley, California. 
Beatriz Cougnat realizó investigaciones sobre radiación cósmica en el Laboratorio de Placas Nucleares de la Comisión Nacional de Energía Atómica (CNEA) en Argentina, alrededor de 1950, sentando las bases para la fundación en 1960 en la Universidad de Buenos Aires del Centro Nacional de Radiación Cósmica (actualmente denominado Instituto de Astronomía y Física del Espacio, IAFE)
A finales de 1949 Beatriz fue a Alemania y visitó el laboratorio de Werner Heisenberg Instituto Max Planck en Göttingen donde conoció el trabajo con emulsiones nucleares dirigido por Martin Teucher. En el verano de 1950-1951, Beatriz Cougnet y Juan Roederer aún estudiantes, expusieron placas nucleares con emulsiones fotográficas a elevadas alturas en la Cordillera de los Andes, Argentina. Obtuvieron así la segunda detección reportada de las partículas denominadas de los mesones pi, o piones. A principios de 1953, Beatriz y su esposo Juan Roederer emprendieron la última expedición de ese tipo para exponer emulsiones en latitudes geomagnéticas más altas, en las faldas del volcán Lanín cerca de Bariloche. En noviembre de ese año viajaron ambos a trabajar a Alemania.

## Vida personal
Beatriz Cougnet nació en Suiza, siendo sus padres, Fausto y Susana ciudadanos argentinos. Beatriz creció en Argentina desde el año de vida. Fue esposa de Juan G. Roederer, reconocido físico italoargentino, a quien conoció durante sus estudios secundarios, y con quien tuvo cuatro hijos: Ernesto, Irene, Silvia y Mario. Después del tercer hijo, nacido en 1958, se dedicó al cuidado de familia. En junio de 1966, debido al golpe de Estado en Argentina emigró a Denver, Estados Unidos, con toda su familia. 
En 1977 su esposo Juan Roederer aceptó el cargo de director del Instituto Geofísico de la Universidad de Alaska, en Fairbanks, motivando una nueva emigración. Tras 37 años viviendo en Alaska, sus hijos les pidieron a Beatriz y a su esposo que se trasladaran a vivir a Colorado, Estados Unidos.